# Đorđe Jovanović
Đorđe Jovanović ( em sérvio:  Ђорђе Јовановић   , pronúncia em servo-croata: pronunciada [dʑôːrdʑe joʋâːnoʋitɕ] ;  Leposavić - 15 de fevereiro de 1999) é um futebolista sérvio que atua como atacante .

## Carreira no clube

### Partizan
Nascido em Leposavić, Jovanović começou a jogar futebol com o clube local Kosmet . Depois de um torneio disputado em Guča, ele foi convidado para o Partizan por Dušan Trbojević. Ele passou nas categorias de base com o clube e assinou seu primeiro contrato profissional de três anos com o Partizan no verão de 2015. Ele se juntou ao time principal no início de 2016 sob o comando do técnico Ivan Tomić . Durante o ano de 2016, Jovanović costumava jogar pela equipe juvenil, e também disputou vários amistosos com as primeiras partidas, incluindo jogos contra PAOK, e Polimlje, quando foi artilheiro. Jovanović fez sua estreia oficial pelo Partizan em 20 jogos da temporada 2016-17 da SuperLiga Sérvia contra o Čukarički, disputado em 11 de dezembro de 2016, substituindo Uroš Đurđević aos 89 minutos. Em 2017, Jovanović foi opcionalmente emprestado ao clube satélite Teleoptik em registro duplo até o final da temporada 2016-17 na Liga Sérvia de Belgrado . Jovanović marcou seu primeiro gol pelo Partizan na vitória fora de casa por 4-2 sobre o Rad em 24 de setembro de 2017. Da mesma forma, Jovanović também marcou na vitória por 3 a 1 fora de casa contra o Mačva Šabac em 5 de novembro de 2017. Finalmente, Jovanović marcou duas vezes no empate em 2 a 2 com o Napredak Kruševac em 5 de maio de 2018, que foi a primeira partida em campo em sua carreira profissional.

### Lokeren
Em 2 de agosto de 2018, Jovanović assinou com o Lokeren, da Bélgica.

### Cádiz
Trocou de time e país novamente em 31 de janeiro de 2019, depois de concordar com um contrato de quatro anos e meio com Cádiz . Em 2 de setembro, depois de ser raramente usado, ele foi emprestado ao Cartagena da Segunda División B, por um ano.
Em 5 de outubro de 2020, Jovanović rescindiu seu contrato com o Cádiz .

## Estatísticas de carreira

### Clube
- Atualizado até 21 May 2022[13]

| Clube                  | Estação        | Liga                          | Liga        | Liga  | Xícara      | Xícara | Continental | Continental | Total       | Total |
| Clube                  | Estação        | Divisão                       | Aplicativos | Metas | Aplicativos | Metas  | Aplicativos | Metas       | Aplicativos | Metas |
| ---------------------- | -------------- | ----------------------------- | ----------- | ----- | ----------- | ------ | ----------- | ----------- | ----------- | ----- |
| Partizan               | 2015–16        | SuperLiga Sérvia              | 0           | 0     | 0           | 0      | 0           | 0           | 0           | 0     |
| Partizan               | 2016–17        | SuperLiga Sérvia              | 7           | 0     | 0           | 0      | 0           | 0           | 7           | 0     |
| Partizan               | 2017-18        | SuperLiga Sérvia              | 14          | 4     | 2           | 0      | 3           | 0           | 19          | 4     |
| Partizan               | Total          | Total                         | 21          | 4     | 2           | 0      | 3           | 0           | 26          | 4     |
| Lokeren                | 2018–19        | Primeira Divisão A da Bélgica | 10          | 1     | 1           | 0      | —           | —           | 11          | 1     |
| Cádis                  | 2018–19        | Segunda Divisão               | 6           | 0     | 0           | 0      | —           | —           | 6           | 0     |
| Cartagena (empréstimo) | 2019-20        | Segunda Divisão B             | 16          | 3     | 2           | 2      | —           | —           | 18          | 5     |
| Čukarički              | 2020-21        | SuperLiga Sérvia              | 17          | 9     | 0           | 0      | —           | —           | 17          | 9     |
| Čukarički              | 2021-22        | SuperLiga Sérvia              | 15          | 11    | 0           | 0      | 4           | 1           | 19          | 12    |
| Čukarički              | Total          | Total                         | 32          | 20    | 0           | 0      | 4           | 1           | 36          | 21    |
| Macabi Tel Aviv        | 2021-22        | Primeira Liga Israelita       | 16          | 9     | 1           | 1      | 2           | 0           | 19          | 10    |
| Carreira Total         | Carreira Total | Carreira Total                | 101         | 37    | 6           | 3      | 9           | 1           | 116         | 41    |

- Atualizado até 5 June 2022

| time nacional | Ano   | Aplicativos | Metas |
| ------------- | ----- | ----------- | ----- |
| Sérvia        | 2022  | 1           | 0     |
| Total         | Total | 1           | 0     |

Partizan
- SuperLiga Sérvia : 2016–17
- Copa da Sérvia (2): 2016–17, 2017–18